# Divulje
Divulje falu Horvátországban Split-Dalmácia megyében. Közigazgatásilag Trogirhoz tartozik.

## Fekvése
Trogir központjától 4 km-re északkeletre, Dalmácia középső részén, a Kaštelai-öböl legnyugatibb részét képező azonos nevű öbölben fekszik.

## Története
Területe már az ókorban is lakott volt. Itt vezetett át a Salonából Traguriumba, mai Trogirba menő római út és ágazott le Siculi római település irányába. A településtől északra található a Bijaći régészeti lelőhely, ahol római veteránok településének maradványai kerültek elő. A feltárások során megtalálták annak a Szent Márta tiszteletére szentelt templomnak a maradványait is, melyet a források már a 9. században említenek. Néhány horvát szerző egyenesen azt állítja, hogy a 7. század óta egészen Zvonimir király uralkodásáig itt állt a horvát uralkodók palotája, ahol a régi horvát országgyűléseket is tartották. Eszerint erről a helyről erősítette volna meg I. Trpimir horvát fejedelem 852-ben elődjének Mislav fejedelemnek a spliti érsekségnek kiadott adománylevelét, melyben a horvátok népnevét „Dux Chroatorum” alakban először említi. Ezt egyelőre a régészeti kutatások nem erősítették meg, azonban szakemberek feltételezik, hogy a kora középkorban a Divuljéhez tartozó tengerparti részen valóban ószláv település állt. Az I. világháború után Divulje területén légi-, haditengerészeti és kiképzési bázis volt. A második világháború után a kommunista hatóságok még tovább terjesztették, hogy nemzetközi katonai kiképző bázissá fejlesszék. Így a bázis hamarosan kiterjedt a közeli szőlő- és olajfaültetvényekre, majd az út túloldalára a domboldalra, ahol 10-12 harci repülőgép befogadására alkalmas földalatti hangárt építettek. A jugoszláv megalománia azonban még ezzel sem érte be. A festői Lora-félszigetre új, modern kiképzési központot és haditengerészeti bázis építettek. A délszláv háború előtt helikopterbázisként és logisztikai központként működött. A háború idején UNPROFOR csapatok állomásoztak itt. A település lakossága 2011-ben 26 fő volt, akik a turizmus mellett mezőgazdaságból (szőlő-, füge, és olívatermelés) éltek.

## Lakosság

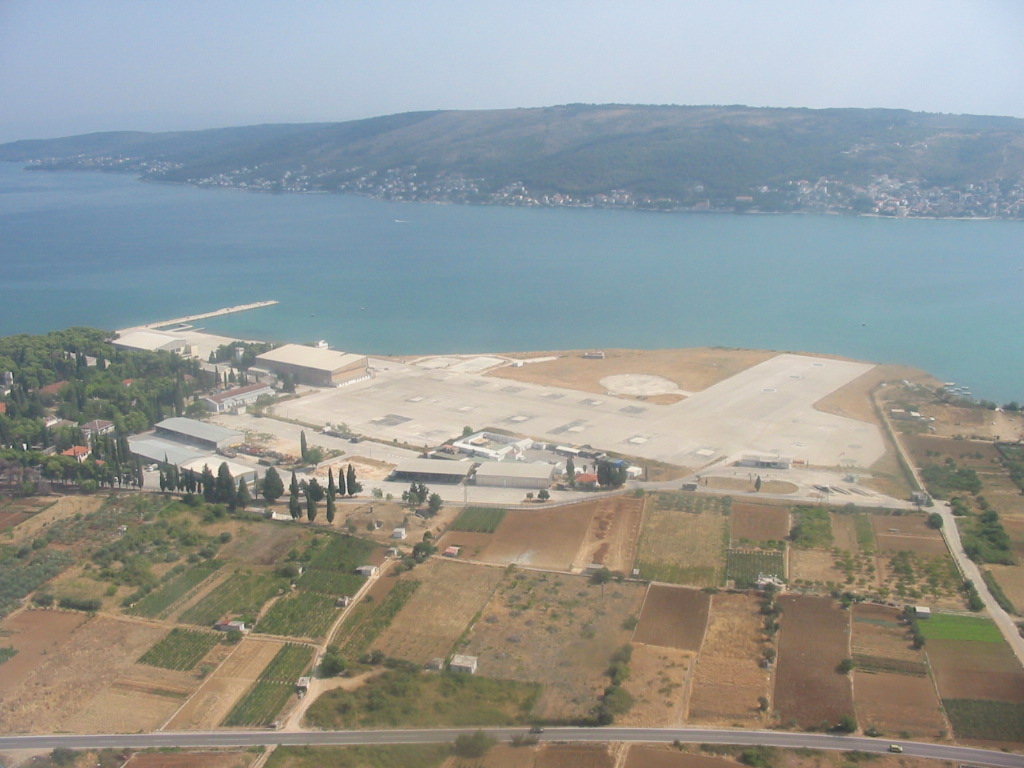
A divuljei légibázis

| Lakosság változása | Lakosság változása | Lakosság változása | Lakosság változása | Lakosság változása | Lakosság változása | Lakosság változása | Lakosság változása | Lakosság változása | Lakosság változása | Lakosság változása | Lakosság változása | Lakosság változása | Lakosság változása | Lakosság változása | Lakosság változása |
| ------------------ | ------------------ | ------------------ | ------------------ | ------------------ | ------------------ | ------------------ | ------------------ | ------------------ | ------------------ | ------------------ | ------------------ | ------------------ | ------------------ | ------------------ | ------------------ |
| 1857               | 1869               | 1880               | 1890               | 1900               | 1910               | 1921               | 1931               | 1948               | 1953               | 1961               | 1971               | 1981               | 1991               | 2001               | 2011               |
| 0                  | 0                  | 0                  | 0                  | 0                  | 0                  | 0                  | 0                  | 36                 | 552                | 361                | 36                 | 58                 | 32                 | 37                 | 26                 |

(1953-tól önálló településként.)

## Nevezetességei
- Bijaći régészeti lelőhely római település és a 9. századi Szent Márta templom maradványaival.
- Itt található a horvát légierő 95-ös számú légi bázisa és Split város nemzetközi repülőtere is átnyúlik a település északi határrészére.